# Medal za Kampanię na Atlantyku Południowym
Medal za Kampanię na Atlantyku Południowym (por. Medalha da Campanha do Atlântico Sul) — brazylijskie odznaczenie wojskowe nadawane uczestnikom działań bojowych na Atlantyku Południowym w okresie 1942–1945 oraz osób współdziałających z wojskami prowadzącymi te działania.

## Historia
Odznaczenie zostało ustanowione ustawą nr 497 z dnia 28 listopada 1948 roku dla wyróżnienia uczestników działań bojowych w okresie od 1942 do 1945 roku na Atlantyku Południowym. Statut odznaczenia został ustalony dekretem nr 26550 z dnia 4 kwietnia 1949 roku.

## Zasady nadawania
Medal nadawany był pilotom Brazylijskich Sił Powietrznych oraz marynarzom Marynarki Wojennej Brazylii, którzy brali udział w działaniach na Południowym Atlantyku w okresie od 1942 do 1945 roku przeciwko okrętom niemieckim i ich sojuszników.
Medal mógł być również nadawany innym żołnierzom i marynarzom, a także innym osobom swoimi działania wspomagali lub współdziałali z jednostkami prowadzącymi działania bojowe.

## Opis odznaki
Odznaka medalu jest okrągły medalion o średnicy 31 mm wykonany z brązu i patynowany.
Na awersie w centralnej części rysunek przedstawiający wodnosamolot lecący nad wynurzonym okrętem podwodnym. Wzdłuż krawędzi jest napis: CAMPANHA NO ATLANTICO SUL (pol. Kampania na Południowym Atlantyku), a na dole gwiazda.
Na rewersie w górnej części napis F.A.B. (skrót od Força Aérea Brasileira – Brazylijskie Siły Powietrzne), poniżej uskrzydlony miecz – symbol Brazylijskich Sił Powietrznych i data 1942 – 1945 przedzielona gwiazdką.
Medal zawieszony był na wstążce koloru ciemnoniebieskiego z pięcioma wąskimi paskami koloru żółtego.